# Banwol Jungang-dong
Banwol Jungang-dong (koreanska: 반월중앙동) är en stadsdel i staden Changwon i provinsen Södra Gyeongsang i den sydöstra delen av Sydkorea, 300 km sydost om huvudstaden Seoul. Den ligger i stadsdistriktet Masanhappo-gu. Stadsdelen bildades 1 januari 2017 genom en ihopslagning av stadsdelarna Banwol-dong och Jungang-dong.